# Rossioglossum hagsaterianum
Rossioglossum hagsaterianum är en orkidéart som beskrevs av Soto Arenas. Rossioglossum hagsaterianum ingår i släktet Rossioglossum och familjen orkidéer. Inga underarter finns listade i Catalogue of Life.